# Ламшпрінге
Ламшпрінге (нім. Lamspringe) — громада в Німеччині, розташована в землі Нижня Саксонія. Входить до складу району Гільдесгайм.
Площа — 70,46 км2. Населення становить 5559 ос. (станом на 31 грудня 2021).